# TPSAB1
TPSAB1 (англ. Tryptase alpha/beta 1) – білок, який кодується однойменним геном, розташованим у людей на короткому плечі 16-ї хромосоми. Довжина поліпептидного ланцюга білка становить 275 амінокислот, а молекулярна маса — 30 515.
| 10         |  | 20         |  | 30         |  | 40         |  | 50         |
| ---------- |  | ---------- |  | ---------- |  | ---------- |  | ---------- |
| MLNLLLLALP |  | VLASRAYAAP |  | APGQALQRVG |  | IVGGQEAPRS |  | KWPWQVSLRV |
| HGPYWMHFCG |  | GSLIHPQWVL |  | TAAHCVGPDV |  | KDLAALRVQL |  | REQHLYYQDQ |
| LLPVSRIIVH |  | PQFYTAQIGA |  | DIALLELEEP |  | VNVSSHVHTV |  | TLPPASETFP |
| PGMPCWVTGW |  | GDVDNDERLP |  | PPFPLKQVKV |  | PIMENHICDA |  | KYHLGAYTGD |
| DVRIVRDDML |  | CAGNTRRDSC |  | QGDSGGPLVC |  | KVNGTWLQAG |  | VVSWGEGCAQ |
| PNRPGIYTRV |  | TYYLDWIHHY |  | VPKKP      |  |            |  |            |

A: Аланін

C: Цистеїн

D: Аспарагінова кислота

E: Глутамінова кислота

F: Фенілаланін

G: Гліцин

H: Гістидин

I: Ізолейцин

K: Лізин

L: Лейцин

M: Метіонін

N: Аспарагін

P: Пролін

Q: Глутамін

R: Аргінін

S: Серин

T: Треонін

V: Валін

W: Триптофан

Кодований геном білок за функціями належить до гідролаз, протеаз, серинових протеаз, фосфопротеїнів. 
Секретований назовні.